# Scion (groupe)
Pour les articles homonymes, voir Scion.
Scion est un duo de producteurs techno composé de Peter Kuschnereit et René Löwe, basé à Berlin. Ces deux artistes produisent également sous le nom de Substance & Vainqueur.